# Особливий злочин (фільм)
«Особливий злочин» — американський драматичний трилер з Патріком Вілсоном та Джессікою Біл в головних ролях за мотивами роману Патриції Гайсміт. Прем'єра стрічки відбулась на фестивалі Трайбека 17 квітня 2016.

## Сюжет
Родина успішного архітектора та письменника Волтера та ріелтора Клари Стекгауз ззовні ідеальна: вони забезпечені, молоді. Та Волтер втомлений від постійних ревнощів та скандалів дружини думає про розлучення. Одного дня його зацікавила газетна замітка про вбивство жінки неподалік від їхнього будинку. Вбивцю не знайшли, Волтер запідозрив чоловіка жінки та йде до нього в крамницю. Про що він у майбутньому пожалкує.

## У ролях
| Актор             | Роль            |
| ----------------- | --------------- |
| Патрік Вілсон     | Волтер Стекгауз |
| Джессіка Біл      | Клара Стекгауз  |
| Вінсент Картайзер | Лоуренс Корбі   |
| Едді Марсан       | Кіммел          |
| Гейлі Беннетт     | Еллі            |
| Лукас Бентлі      | Джексон         |
| Радек Лорд        | Тоні Рікко      |
| Крістін Дай       | Клавдія         |
| Баз Девіс         | детектив Гарві  |
| Джон Осбек        | Джон Каар       |

## Сприйняття
Фільм отримав негативні відгуки. На сайті Rotten Tomatoes його оцінка становить 36 % з середньою оцінкою 4.8/10 на основі 14 голосів критиків. Йому зараховано «розсипаний попкорн» від пересічних глядачів, які негативно оцінили стрічку: 18 % сподобався фільм. На сайті Metacritic у нього змішані відгуки та рейтинг 50 %.

## Цікаві факти
- Джессіка Біл була вагітна першою дитиною під час зйомок фільму.
- Джессіка Біл та Патрік Вілсон вже знімались разом у стрічці «Команда А»
- Більшість сцен було знято в Нью-Річмонді, Огайо[4].